# Scironis
Scironis är ett släkte av spindlar. Scironis ingår i familjen täckvävarspindlar.
Kladogram enligt Catalogue of Life:
| Scironis | \| \| Scironis sima \| \| \| \| \| \| Scironis tarsalis \| \| \| \| |
|          | \| \| Scironis sima \| \| \| \| \| \| Scironis tarsalis \| \| \| \| |
|          | Scironis sima                                                       |
|          |                                                                     |
|          | Scironis tarsalis                                                   |
|          |                                                                     |